# 港口鐵路線
港口鐵路線（英語：Port Rail Line）是香港一個已經擱置推展的貨運鐵路項目，連接羅湖和葵涌貨櫃碼頭，為西部走廊鐵路的一部份。

## 歷史
港英政府在1970年代初為配合於1972年啟用的葵涌貨櫃碼頭啟用及發展屯門新市鎮，開始規劃由粉嶺通往屯門的客貨運鐵路，該早期規劃中的客貨運鐵路，由新界東北部的粉嶺，穿越新界北部，途經位於新界西北部的元朗及屯門，再往南延伸到新界西南部的荃灣，其中貨運路線將以葵涌貨櫃碼頭為終點站，使本地及跨境貨櫃可由九廣鐵路（英段）可經該條新鐵路線往來運輸至葵涌貨櫃碼頭，該計劃也是後來北環綫及西鐵綫的初始方案，但因為屯門及元朗居民普遍希望新鐵路通往荃灣接駁計劃中的地鐵荃灣綫，而不是先乘列車橫跨新界北部到粉嶺站，再乘東鐵綫迂迴出九龍市區，所以客運需求成疑，加上中國大陸當時仍處於文革時期，跨境運輸仍未貨櫃化，尚未形成貨櫃鐵路的需求，所以這條鐵路線在1973年未有落實興建。
於1975年12月，原九廣鐵路局宣佈除計劃將九廣鐵路（英段）雙軌及電氣化外，亦打算另建三條貨運鐵路線。當中，由大圍至葵涌貨櫃碼頭的支線，與日後的「港口鐵路線」方案相似，但最後未有興建。
根據1994年的《鐵路發展策略》，路線是由葵涌的港口鐵路貨運站開始，連接附近的西部走廊鐵路近郊客運線（現屯馬綫），經錦田一帶（現錦上路站），然後經錦田至羅湖一段鐵路（後來稱為北環線）前往邊境。此外，該線在錦田一帶設置預留位置，長遠接駁大嶼山港口鐵路線。
根據2000年的《鐵路發展策略2000》，除上述方案外，再提出另一個方案：由葵涌的港口鐵路貨運站開始，經一條連接美孚站和大圍站的新建隧道，然後取道東鐵（現東鐵綫）大圍至羅湖一段前往羅湖。在建造西鐵時，九鐵亦為此在美孚站建造一小段預留隧道，並在荔景紀律部隊宿舍下方的葵青隧道預留兩個隧道接口。此外，九鐵在2000年代初採購ER20型柴油機車，目的之一就是為了日後發展港口貨運的可能性。
這條鐵路原來屬於九廣鐵路旗下貨運發展策略的一部份，自從2007年兩鐵合併之後，由於新成立的港鐵公司的管理層主要由香港地鐵公司組成，而香港地鐵只有客運業務，新成立的港鐵對於承辦九鐵的貨運業務態度消極，港口鐵路線自此再沒有進展。加上鐵路貨運量的萎縮，港鐵於2010年6月結束原東鐵綫的所有貨運業務，計劃最後也不了了之。
2009年10月16日，運輸及房屋局局長在立法會經濟發展事務委員會上簡介來年運輸科的施政綱領時表示：政府正式擱置推展港口鐵路線計劃，並且將會預留作為港口鐵路貨運站的土地作永久物流用途。當局解釋擱置計劃有三個原因：
- 中國大陸沿海一帶有很多新興港口，使用這些港口的運輸成本較香港低；
- 預留給港口鐵路貨運站的土地位於葵青貨櫃碼頭以外的地方，貨櫃運抵港口鐵路貨運站後仍須裝上當地貨櫃車運往貨櫃碼頭；
- 香港與中國大陸之間只有羅湖一處有鐵路過境，如建造港口鐵路線，載貨列車將會沿現有的東鐵線或西鐵線部分路線行走。無論採納哪一個走線方案，載貨列車都會佔用原本供載客列車使用的行車時間，當地現有客運線的載客能力會因而減低。

## 外部連結
- 香港港口發展局：港口鐵路線
- 香港路政署：港口鐵路線